# Pedro Coronas
Pedro Emanuel Moreira de Sousa, meglio noto come Pedro Coronas (Penafiel, 19 settembre 1990), è un calciatore portoghese, difensore dell'Alpendorada.

## Caratteristiche tecniche
Gioca  come ala destra ma può essere impiegato anche nella fascia opposta.

## Carriera
Pedro Coronas inizia la sua carriera nel club della sua città, il Penafiel, esordendo il 29 novembre 2009 contro il Varzim. Dopo 4 stagioni in Segunda Liga viene acquistato dal Vitória Setubal esordendo in Primeira Liga il 30 settembre 2013, giocando gli ultimi minuti della sfida pareggiata 2-2 contro il Gil Vicente.
L'8 luglio 2014 viene ceduto al Moreirense.